# Sua Excelência Reverendíssima
Sua Excelência Reverendíssima (SER) era o tratamento honorífico atribuído em Portugal aos eclesiásticos com honras de grandeza (arcebispos, bispos e abades).
Também podiam também ser tratados por Excelentíssimo e Reverendíssimo.
O tratamento eclesiástico de Excelência Reverendíssima era equivalente ao de Sua Excelência Ilustríssima reservado aos Grandes do Reino seculares. Estes últimos podiam também ser tratados legalmente e de forma equivalente por Excelentíssimo e Ilustríssimo.